# Byrrhus concolor
Byrrhus concolor är en skalbaggsart som beskrevs av Kirby 1837. Byrrhus concolor ingår i släktet Byrrhus och familjen kulbaggar. Inga underarter finns listade i Catalogue of Life.